# Berlin (Illinois)
Berlin è un villaggio degli Stati Uniti d'America, situato nello Stato dell'Illinois, nella contea di Sangamon.